# Beez
Pour les articles homonymes, voir Beez (homonymie).
Beez [be] (en wallon Bê) est une section de la ville belge de Namur située en Wallonie dans la province de Namur.
C'était une commune à part entière avant la fusion des communes de 1977.

## Géographie
La section s’étend le long de la rive gauche de la Meuse, en aval de Namur. L’autoroute des Ardennes (E411) y traverse la Meuse par le viaduc de Beez.

## Démographie
- Sources:INS, Rem:1831 jusqu'en 1970=recensements, 1976= nombre d'habitants au 31 décembre

## Histoire

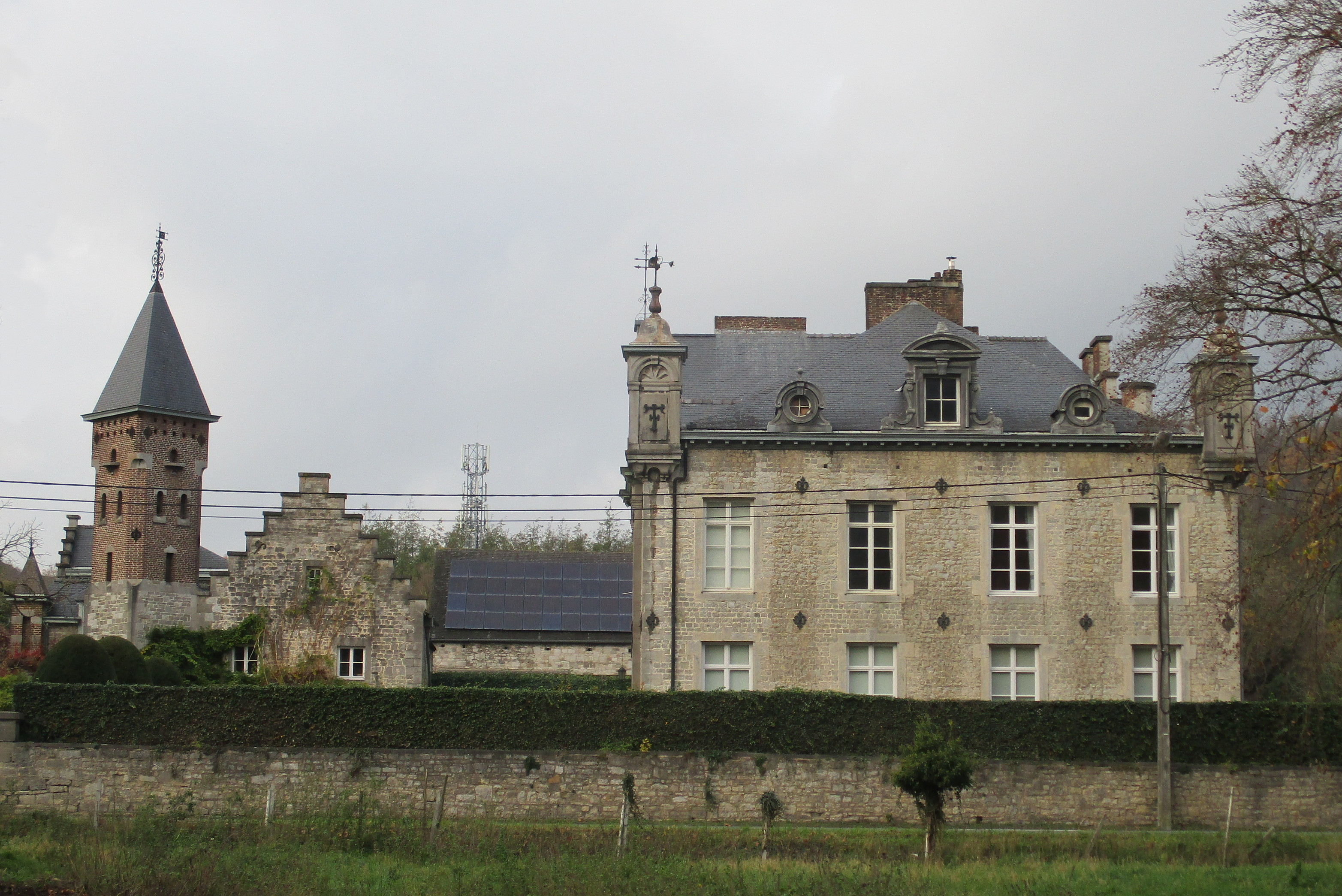
Château de Beez (Namur) de la fin du XVIIIe siècle, presque complètement refait au début du XXe siècle.

## Liste des bourgmestres de 1830 à 1977
- Fernand Massart, de 1970 à 1976, (PSB).

## Patrimoine et culture

### Patrimoine architectural
- Eglise Saint-Vincent-de-Paul. Datée de 1849 au-dessus du porche[3].

## Galerie

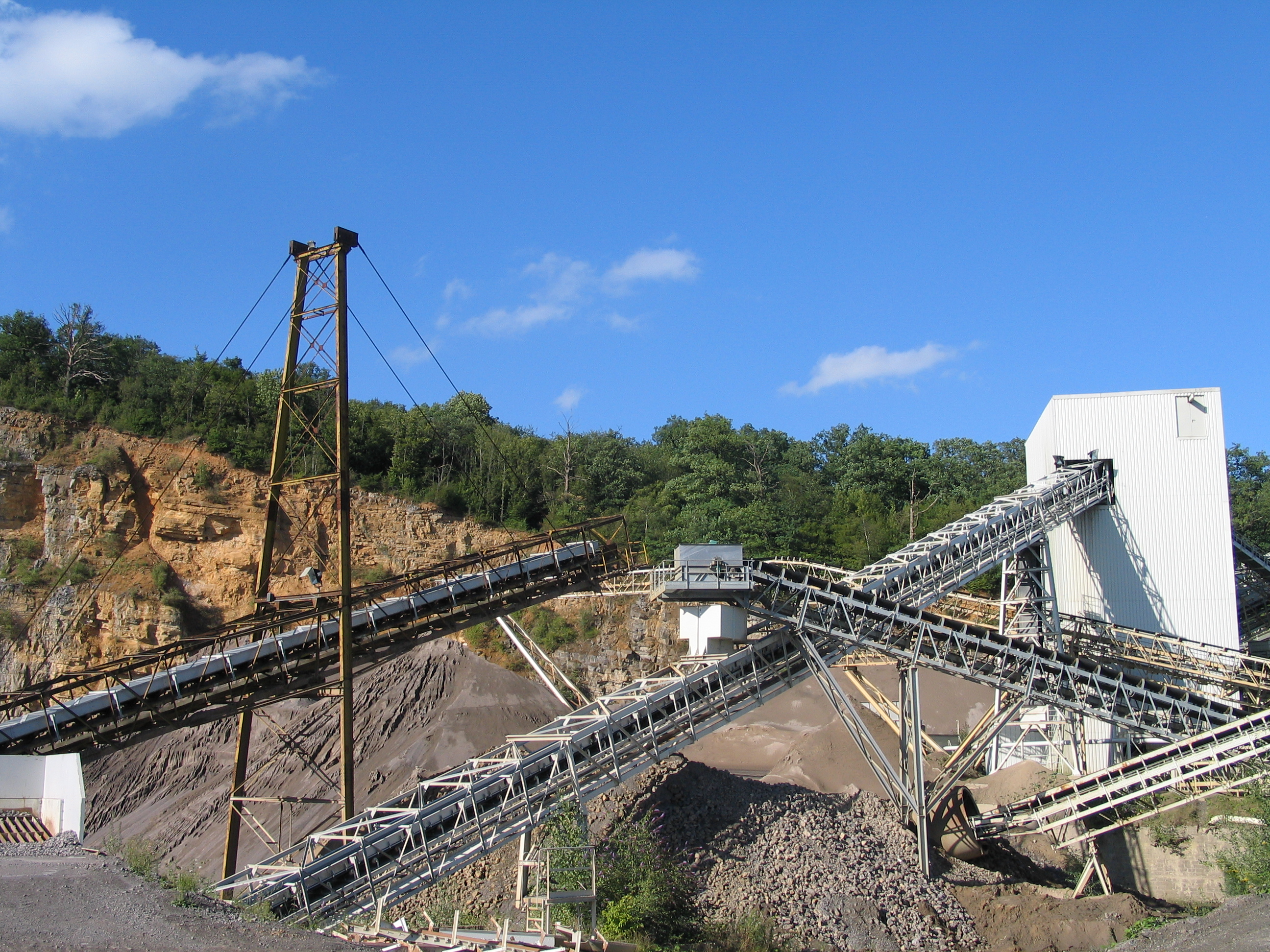
La carrière de calcaire de Beez.
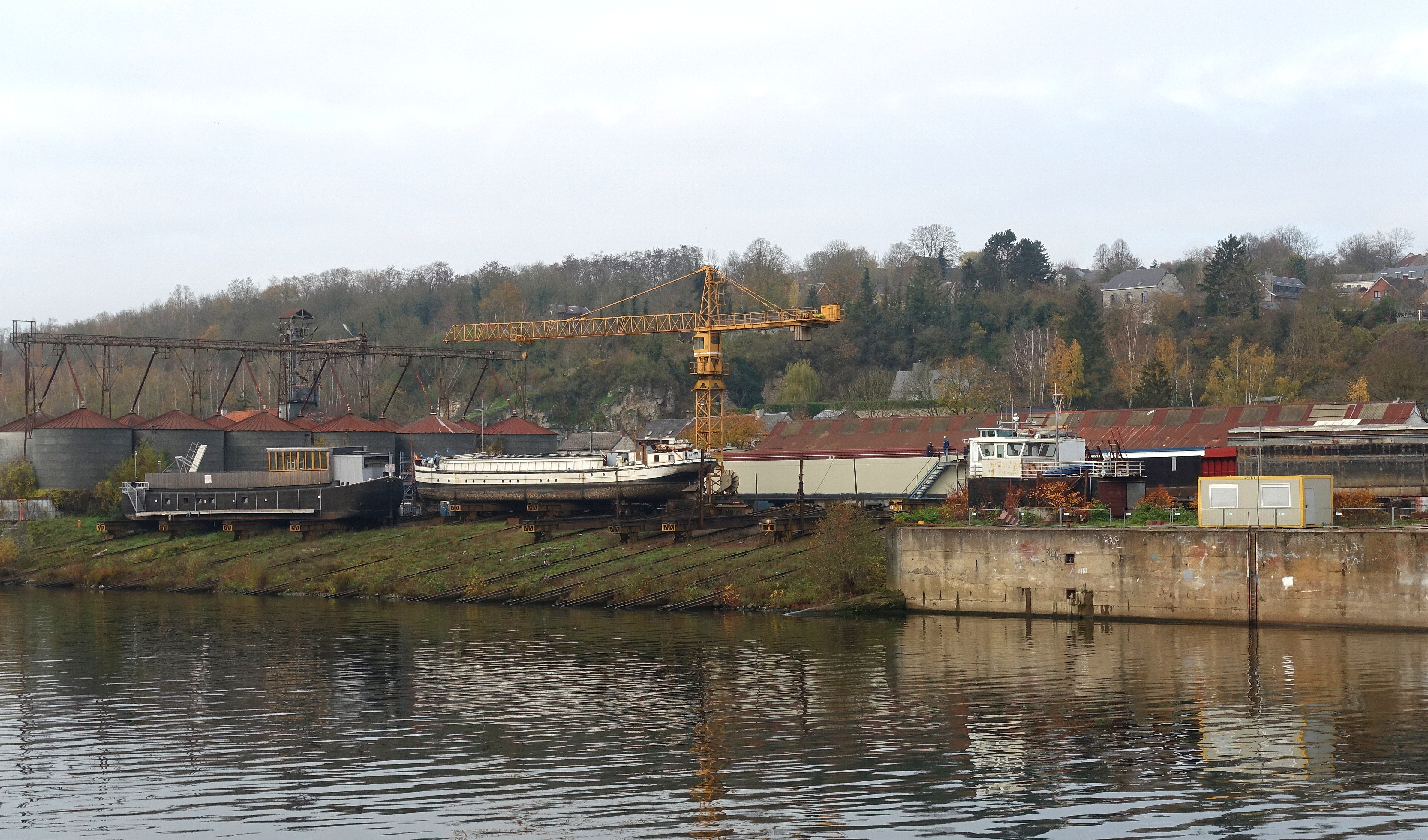
Chantier naval.
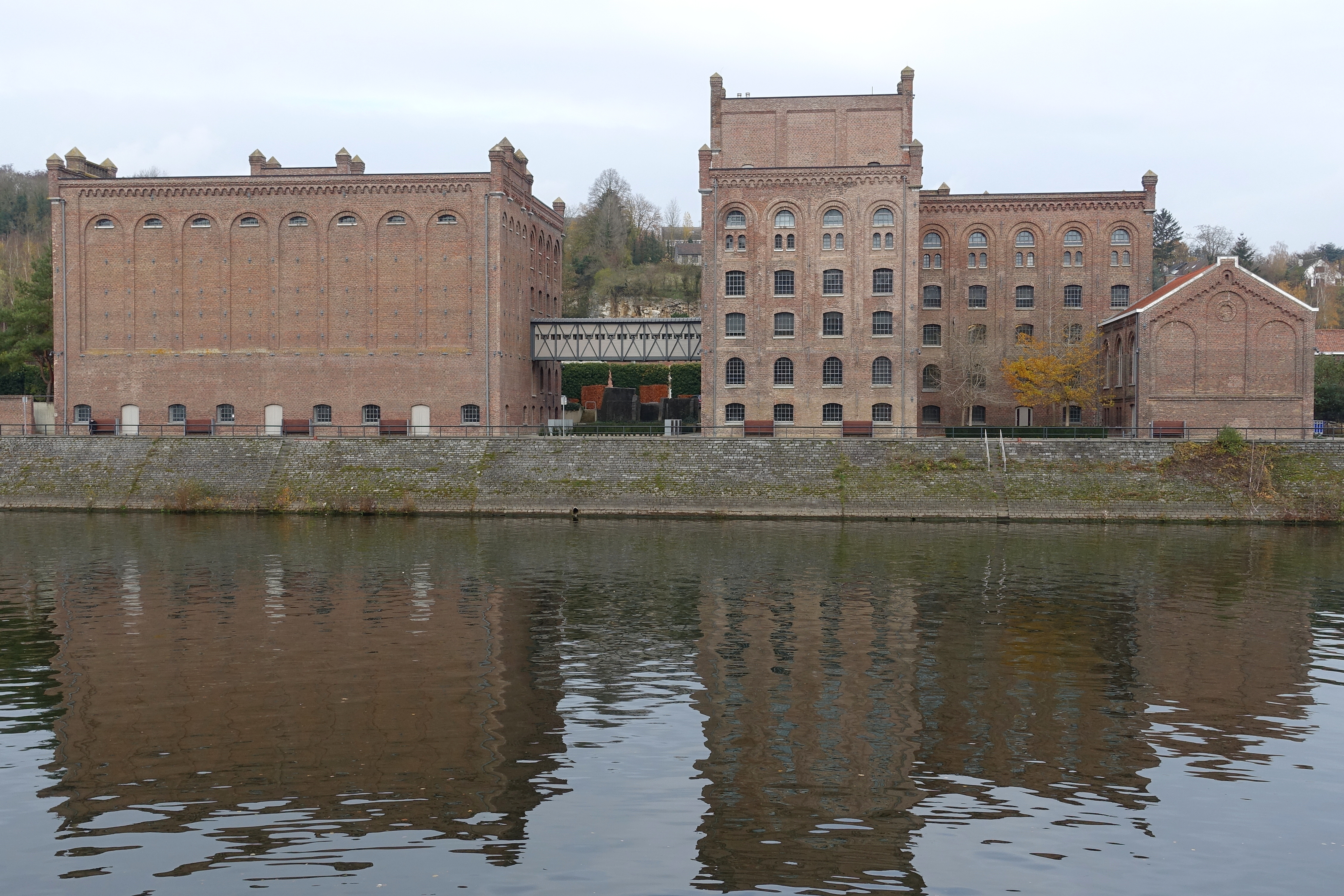
Les Moulins de Beez.
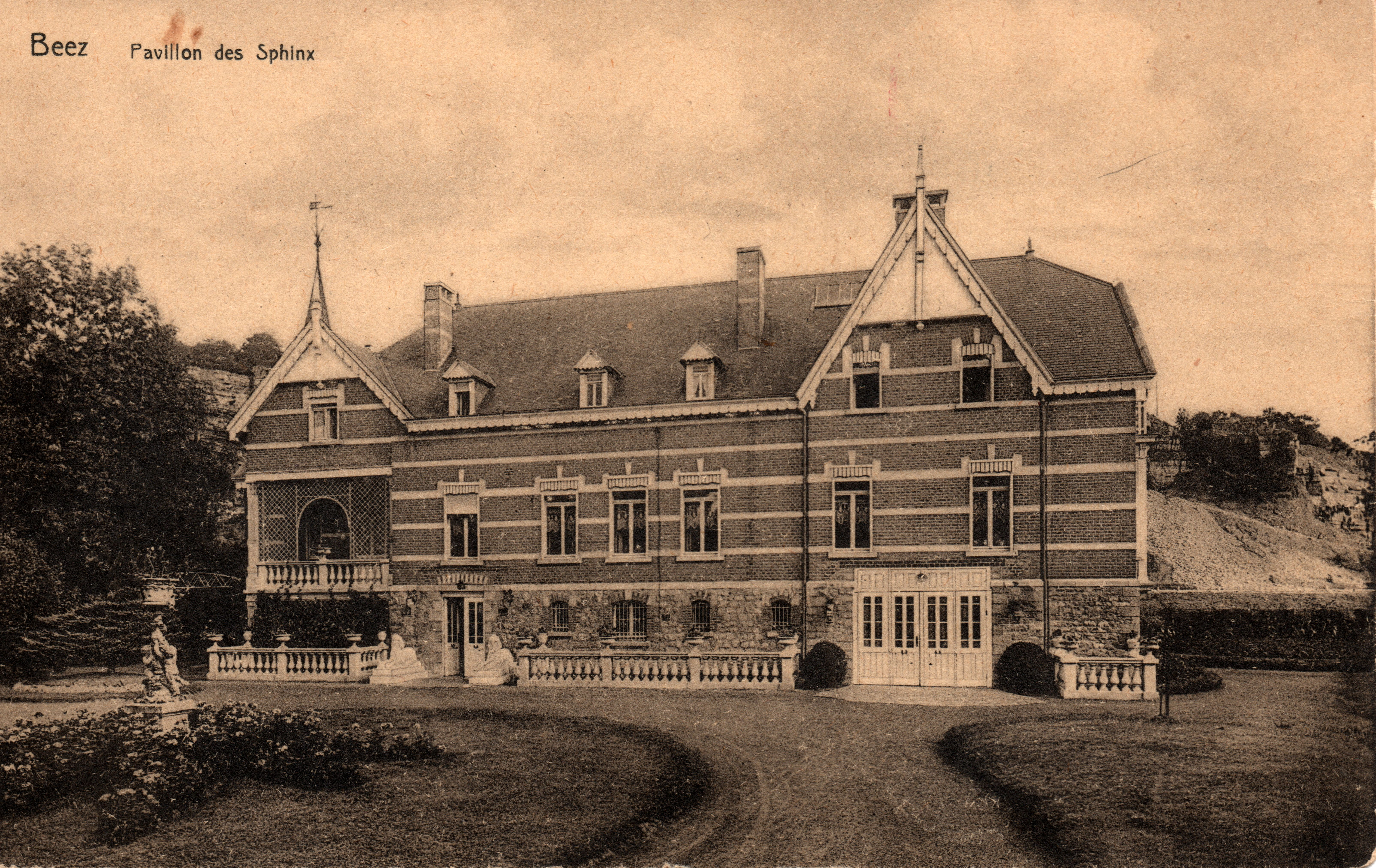
Pavillon des Sphinx[4] (anciennement Villa Belle Vue).